# 僧伽罗
僧伽罗（梵语名Simhaladvipa），是斯里蘭卡古代名称，又称狮子国、師子國、师子洲。宋代之後，稱呼它為细兰。明朝時稱锡兰。

## 名稱釋義
僧伽羅是梵语古名Simhaladvipa的音译，字根来自梵语Simhalauipa，意思是驯狮人。因此被意譯為獅子國。《梁书》称狮子国，玄奘《大唐西域记》作僧伽罗，义净《大唐西域求法高僧传》作师子国或师子洲。
至宋代時，因為古阿拉伯语稱其為Sirandib，宋代赵汝《诸蕃志》音译为“细兰”，当时细兰是三佛齐的属国。明代马欢著《瀛涯胜览》称“锡兰”。

## 斯里蘭卡歷史
大史、島史等編年史紀載了自公元前6世紀至公元16世紀 (歐洲殖民者抵達錫蘭) 的歷史。羅摩衍那、摩訶婆羅多、楞伽經亦曾提及僧伽羅。
公元993年，朱羅王朝君主羅茶羅乍開始派遣軍隊入侵僧伽羅。朱羅王朝的統治持續至1077年，僧伽羅人重新建立王國為止。
葡萄牙人於1505年到達鍚蘭，是最早抵達當地的歐洲人。他們於1517年在科倫坡建立堡壘，並逐漸沿低地、海岸地區擴張自己的根據地。1565年，葡萄牙人把他們的首府由科特遷至科倫坡。葡萄牙人於1597年吞併了鍚蘭島西岸的科提王國，並逐漸吞併了鍚蘭北部的賈夫納王國，1592年於康提建都、位處內陸的康提王國因而成為惟一獨立的錫蘭人王國。
在葡萄牙人佔領的低地，僧伽羅人被逼改信基督教，信奉伊斯蘭教、居於海岸的斯里蘭卡摩爾人亦受到葡萄牙人逼害。因此康提國王請求荷蘭帝國，讓低地的人民得以從葡萄牙人統治中解放。1658年，所有葡屬領土均被荷蘭佔領。荷蘭人在錫蘭的殖民統治直至1795年才被英國人終止。1802年，亞眠和約中荷蘭正式將錫蘭的領地割讓英國。1815年，英軍最終佔領康提，並廢黜了錫蘭的國王。康提王國因而成為英國的保護國，結束了僧伽羅人獨立的歷史。
於1815年整個斯里蘭卡歸英國殖民統治以前，斯里蘭卡曾由181位國王和王后所統治。斯里蘭卡於1948年取得獨立，但直至1973年仍屬大英帝國的自治領。

## 地理风土
唐玄奘《大唐西域记》中记载：“僧伽罗国。周七千余里。国大都城周四十余里。土地沃壤气序温暑。稼穑时播花果具繁。人户殷盛家产富饶。其形卑黑其性犷烈。好学尚德崇善勤福。”
国中有山名细轮叠（Sirandib），又名翠兰山，高大参天，山顶有巨人右足印，长八尺深二尺，相传是创世天神留下的。山上出产猫儿睛、蓝宝石、红宝石，随山雨冲下山涧，当地人从沙中捡宝。海中的螺蚌产珍珠。

## 僧伽罗的佛教
阿育王之子摩哂陀於公元前3世紀為斯里蘭卡傳入了佛教。
《大唐西域记》中记载：“伽蓝数百所。僧徒二万余人。遵行大乘上座部法。佛教至后二百余年各擅专门。分成二部。一曰摩诃毗诃罗住部。斥大乘习小教。二曰阿跋邪只厘住部。学兼二乘弘演三藏。僧徒乃戒行贞洁定慧凝明。仪范可师济济如也。”唐道宣《释迦方志》记载：“古僧罗国，周七千余里，都城周四十余里，人户大盛，寺有数百所，僧二万余人，上座部也”。

### 佛牙精舍
僧伽罗人崇拜佛牙，中国史籍多有记载：
- 东晋法显《佛国记》：“城中又起佛齒精舍。皆七寶作……佛齒常以三月中出之。未出前十日。王莊挍大象。使一辯說人著王衣服騎象上擊鼓唱言。”
- 《大唐西域记》“王宫侧有佛牙精舍。高数百尺。莹以珠珍饰之奇宝。精舍上建表柱。置钵昙摩罗加大宝。宝光赫奕联晖照曜。昼夜远望烂若明星。王以佛牙日三灌洗香水香末。或濯或焚。务极珍奇。式修供养。”
- 唐义净《大唐西域求法高僧传》：“其师子洲防守佛牙异常牢固。置高楼上几闭重关。锁钥泥封五官共印。若开一户则响彻城郭。每日供养，香华遍复。至心祈请，则牙出华上。或现异光。众皆共睹。”

今斯里兰卡康提有佛牙寺，为斯里兰卡重要的宗教圣地。

## 和中国关系
东晋高僧法显在410年由南印度搭乘海舶到达狮子国。法显在此国住二年，求得《弥沙塞律》藏本，得《长阿含》、《杂阿含》和一部《杂藏》。
根据《梁书》、《宋史》记载，428年、670年、750年僧伽罗国曾到中国朝贡。
唐代到过师子国的僧人包括益州成都义朗法师、益州清城僧人明远、襄阳禅师灵运、交州窥冲法师、慧琰法师、荆州江陵无行禅师（到师子洲观礼佛牙）、爱州大乘灯禅师、高丽僧哲弟子玄游等。
明朝永乐七年，郑和第三次下西洋，皇上命正使太监郑和等赍捧诏敕金银供器等到锡兰山寺布施，并建立《布施锡兰山佛寺碑》。此碑現存于科倫坡博物館。郑和访问锡兰山国时，锡兰山国王亞烈苦奈兒“負固不恭，謀害舟師”，被郑和觉察，离开锡兰山前往他国。回程时再次访问锡兰山国，亚烈苦奈儿诱骗郑和到国中，发兵五万围攻郑和船队，又伐木阻断郑和归路。郑和趁贼兵倾巢而出，国中空虚，带领随从二千官兵，取小道出其不意突袭亚烈苦奈儿王城，破城而入，生擒亚烈苦奈儿及其家属。永乐九年六月十六（1411年7月6日），回国獻亚烈苦奈儿与永樂帝，朝臣齐奏诛杀，永樂帝怜悯亚烈苦奈儿无知，释放亚烈苦奈儿和妻子，给予衣食，命礼部商议，选其国人中贤者为王。选贤者邪把乃耶，遣使赍引，诰封为锡兰山国王，并遣返亚烈苦奈儿。

## 外部連結
[在维基数据编辑]
 《欽定古今圖書集成·方輿彙編·邊裔典·師子部》，出自陈梦雷《古今圖書集成》
 《梁書/卷54》，出自姚思廉《梁書》
 《南史·卷78》，出自李延壽《南史》
 《新唐書·卷221下》，出自《新唐書》